# Гнеховиці
Гнеховиці (пол. Gniechowice) — село в Польщі, у гміні Конти-Вроцлавські Вроцлавського повіту Нижньосілезького воєводства.
Населення — 1659 осіб (2011).
У 1975-1998 роках село належало до Вроцлавського воєводства.

## Демографія
Демографічна структура станом на 31 березня 2011 року:
|          | Загалом | Допрацездатний вік | Працездатний вік | Постпрацездатний вік |
| -------- | ------- | ------------------ | ---------------- | -------------------- |
| Чоловіки | 840     | 166                | 606              | 68                   |
| Жінки    | 819     | 158                | 511              | 150                  |
| Разом    | 1659    | 324                | 1117             | 218                  |